# Scapteromys
Scapteromys là một chi động vật có vú trong họ Cricetidae, bộ Gặm nhấm. Chi này được Waterhouse miêu tả năm 1837. Loài điển hình của chi này là Mus tumidus Waterhouse, 1837.

## Các loài
Chi này gồm các loài: